# Joachim Godske Moltke
Joachim Godske Moltke, född den 25 juli 1746, död den 5 oktober 1818, var en dansk länsgreve och statsman.
Joachim Godske Moltke var son till Adam Gottlob Moltke och far till Adam Wilhelm Moltke. 
Av sin far var Moltke påtänkt för en militär karriär. Redan som nioåring blev han löjtnant, nästa år kapten inom fotfolket och två år senare kapten inom gardet. Moltke själv var dock mer intresserad av studier och 16 år gammal fick han tillåtelse att studera utomlands. Han besökte bland annat universitetet i Leipzig där Christian Fürchtegott Gellert blev betydelsefull för Moltkes utbildning. Efter fem års studier återvände han till Danmark och blev 1768 deputerad i flottans generalkommissariatskollegium. Under Johann Friedrich Struensees styre blev han avskedad 1770. Efter Struensees fall från makten blev Moltke tillbaka sin ställning i januari 1772.
Under Ove Høegh-Guldberg blev han en av de ledande ämbetsmännen. Han var 1772-1781 deputerad i Finanskollegiet, var 1773-1776 förste deputerad i Generaltullkammaren och 1777 i Räntekammaren. I den sistnämnda rollen genomförde han 1781 förordningen om upphävandet av "fællesskabet". Slutligen blev han 1781 medlem av Geheimestatsrådet. 1780-1784 var han också chef för Det Kongelige Bibliotek. Efter Høegh-Guldbergs fall 1784 förlorade Moltke sina positioner, eftersom Moltkes konservativa åsikter inte passade i kronprins Fredriks reformregering.
Moltke ägnade sig därefter åt skötseln av sina gods samt av Vallø och Vemmetofte, som han fungerade som kurator för. Trots att han var den femte sonen i sin familj, blev han genom faderns val 1792 länsgreve av Bregentved.
Först i december 1813, efter Danmarks statsbankrutt, fick Moltke upprättelse. Fredrik VI återtog honom som medlem av statsrådet och medlem av direktionen för statsgälden.
Moltke hade ett stort intresse för vetenskap och skänkte till universitetet sin fars mineralogiska samling och 120 000 kronor till främjande av naturvetenskapliga studier. Han stiftade även en mängd legat (totalt över 400 000 kronor) för stöd åt unga studerande, till skolstipendier och andra allmännyttiga ändamål.